# Kielich z Ardagh

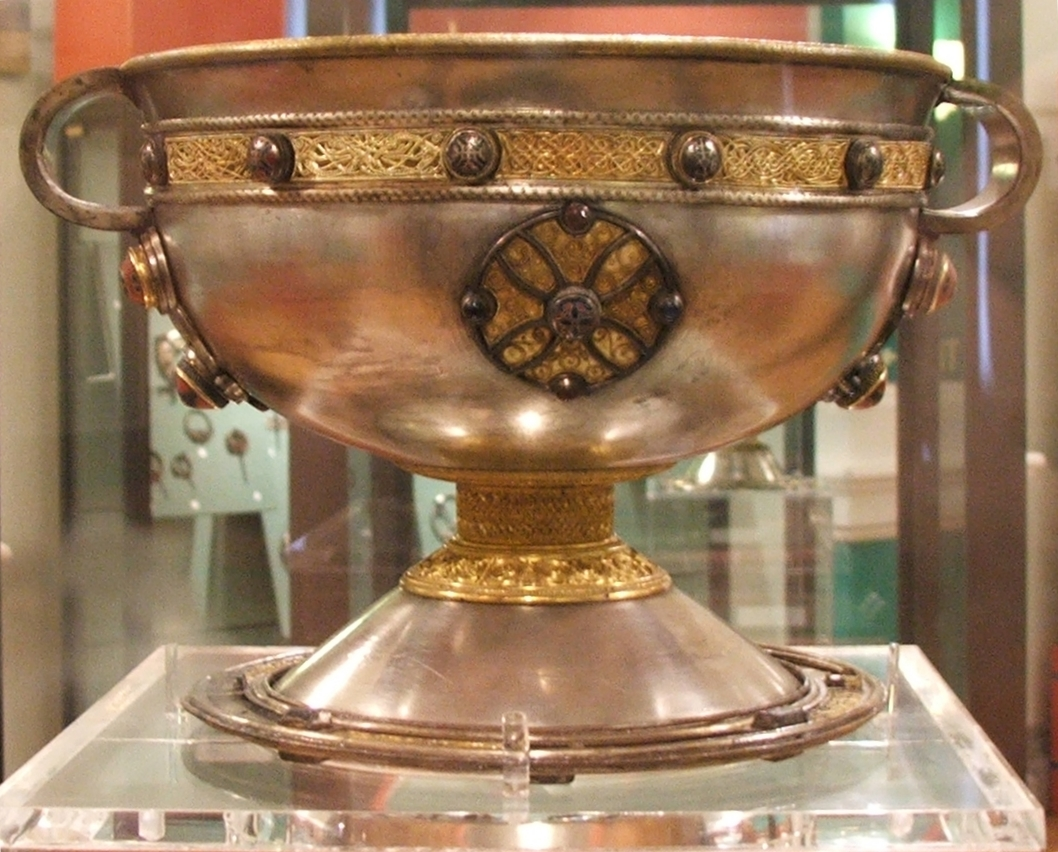
Kielich z Ardagh

Kielich z Ardagh – datowany na VIII wiek srebrny kielich, odkryty w 1868 roku na kartoflisku w pobliżu wsi Ardagh w hrabstwie Limerick w Irlandii. Znajduje się w zbiorach National Museum of Ireland w Dublinie.
Kielich stanowił część skarbu, zawierającego również wykonany z brązu kubek i cztery brosze, prawdopodobnie zakopanego w ziemi w obawie przed wikingami. Wykonany ze srebra, ma 178 mm wysokości i 198 mm średnicy. Na przeciwległych bokach ma dwa uchwyty. Jego powierzchnia jest bogato, precyzyjnie zdobiona złotymi i srebrnymi filigranami ułożonymi w plecionkę z motywami zwierzęcymi i abstrakcyjnymi oraz emalią. Na powierzchni kielicha wygrawerowano w łacinie imiona 11 apostołów oraz św. Pawła. Litery z inskrypcji przypominają pismo Ewangeliarza z Lindisfarne, co jest podstawą do ustalenia daty powstania naczynia na początek VIII wieku.